# Station Małe Gacno
Station Małe Gacno is een spoorwegstation in de Poolse plaats Małe Gacno.